# Cantone di Eu
Il Cantone di Eu è una divisione amministrativa dell'arrondissement di Dieppe.
A seguito della riforma complessiva dei cantoni del 2014 è passato da 22 a 40 comuni.

## Composizione
Prima della riforma del 2014 comprendeva i comuni di:
- Baromesnil
- Canehan
- Criel-sur-Mer
- Cuverville-sur-Yères
- Étalondes
- Eu
- Flocques
- Incheville
- Longroy
- Melleville
- Le Mesnil-Réaume
- Millebosc
- Monchy-sur-Eu
- Ponts-et-Marais
- Saint-Martin-le-Gaillard
- Saint-Pierre-en-Val
- Saint-Rémy-Boscrocourt
- Sept-Meules
- Tocqueville-sur-Eu
- Touffreville-sur-Eu
- Le Tréport
- Villy-sur-Yères

Dal 2015 comprende i comuni di:
- Aubermesnil-aux-Érables
- Baromesnil
- Bazinval
- Blangy-sur-Bresle
- Campneuseville
- Canehan
- Criel-sur-Mer
- Cuverville-sur-Yères
- Dancourt
- Étalondes
- Eu
- Fallencourt
- Flocques
- Foucarmont
- Guerville
- Hodeng-au-Bosc
- Incheville
- Longroy
- Melleville
- Le Mesnil-Réaume
- Millebosc
- Monchaux-Soreng
- Monchy-sur-Eu
- Nesle-Normandeuse
- Pierrecourt
- Ponts-et-Marais
- Réalcamp
- Rétonval
- Rieux
- Saint-Léger-aux-Bois
- Saint-Martin-au-Bosc
- Saint-Martin-le-Gaillard
- Saint-Pierre-en-Val
- Saint-Rémy-Boscrocourt
- Saint-Riquier-en-Rivière
- Sept-Meules
- Touffreville-sur-Eu
- Le Tréport
- Villers-sous-Foucarmont
- Villy-sur-Yères